# Vesicularia tepida
Vesicularia tepida är en bladmossart som beskrevs av Fleischer 1923. Vesicularia tepida ingår i släktet Vesicularia och familjen Hypnaceae. Inga underarter finns listade i Catalogue of Life.